# Sile: sorgenti, paludi di Morgano e S. Cristina
Sile: sorgenti, paludi di Morgano e S. Cristina este o arie protejată (arie de protecție specială avifaunistică — SPA) din Italia întinsă pe o suprafață de 1.299 ha, integral pe uscat.

## Localizare
Centrul sitului Sile: sorgenti, paludi di Morgano e S. Cristina este situat la coordonatele 45°38′45″N 12°04′07″E / 45.645964°N 12.068702°E.

## Înființare
Situl Sile: sorgenti, paludi di Morgano e S. Cristina a fost declarat arie de protecție specială avifaunistică în august 1999 pentru a proteja 1 specie de plante și 40 de specii de animale.

## Biodiversitate
Situată în ecoregiunea continentală, aria protejată conține 5 habitate naturale: Liziere de ierburi înalte hidrofile de câmpie și de nivel montan până la alpin, Pajiști cu Molinia pe soluri calcaroase, turboase sau argilos-nămoloase (Molinion caeruleae), Mlaștini calcaroase cu Cladium mariscus și specii de Caricion davallianae, Mlaștini alcaline, Cursuri de apă de la nivel de câmpie la nivel montan, cu vegetație Ranunculion fluitantis și Callitricho-Batrachion.
La baza desemnării sitului se află mai multe specii protejate:
- plante (1): Euphrasia marchesettii
- păsări (29): uliu păsărar (Accipiter nisus), pescăruș albastru (Alcedo atthis), rață sulițar (Anas acuta), rață pitică (Anas crecca), stârc cenușiu (Ardea cinerea), stârc roșu (Ardea purpurea), stârc galben (Ardeola ralloides), ciuf-de-pădure (Asio otus), buhai de baltă (Botaurus stellaris), Cettia cetti, chirighiță neagră (Chlidonias niger), erete de stuf (Circus aeruginosus), erete vânăt (Circus cyaneus), erete cenușiu (Circus pygargus), porumbel gulerat (Columba palumbus), cristeiul de câmp (Crex crex), stârc pitic (Ixobrychus minutus), rață pestriță (Mareca strepera), gaia neagră (Milvus migrans), stârc de noapte (Nycticorax nycticorax), ciuf-pitic (Otus scops), vultur pescar (Pandion haliaetus), viespar (Pernis apivorus), ciocănitoarea verde (Picus viridis), corcodel mare (Podiceps cristatus), pițigoi-pungar (Remiz pendulinus), Spatula clypeata, rață cârâitoare (Spatula querquedula), corcodel mic (Tachybaptus ruficollis)
- amfibieni (2): Rana latastei, Triturus carnifex
- mamifere (2): liliacul mare cu potcoavă (Rhinolophus ferrumequinum), liliacul mic cu potcoavă (Rhinolophus hipposideros)
- nevertebrate (2): Austropotamobius pallipes, croitorul mare al stejarului (Cerambyx cerdo)
- pești (4): Cobitis bilineata, Lethenteron zanandreai, Sabanejewia larvata, Salmo marmoratus
- reptile (1): țestoasa de baltă (Emys orbicularis)

Pe lângă speciile protejate, pe teritoriul sitului au mai fost identificate 21 de specii de plante, 5 specii de mamifere, 1 specie de nevertebrate, 1 specie de reptile.